# 魏玛地区县
魏玛地区县（德語：Landkreis Weimarer Land）是德国图林根州中东部的一个县，县府阿波尔达。

## 地理
魏玛地区县北面与瑟默达县和萨克森-安哈特州的布尔根兰县，东面与萨勒-霍尔茨兰县和耶拿市，南面与萨尔费尔德-鲁多尔施塔特县，西南面与伊尔姆县，西面与埃尔福特市相邻，魏玛市完全被魏玛县包围在内。